# Giuseppe Aprile
Giuseppe Aprile, zwany Sciroletto, Scirolino lub Scirolo (ur. 28 października 1731 lub 1732 w Martina Franca, zm. 11 stycznia 1813 tamże) – włoski śpiewak i kompozytor, sopran (kastrat).

## Życiorys
Jako dziecko uczył się gry na skrzypcach od swojego ojca, następnie studiował w Neapolu u Girolamo Abosa i Gregorio Scirolego. W latach 1752–1756 był członkiem neapolitańskiej kapeli królewskiej, jako śpiewak operowy debiutował w 1753 roku na deskach Teatro San Carlo w Ifigenii w Aulidzie Niccolò Jommellego. Od 1756 do 1769 roku przebywał na dworze książęcym w Stuttgarcie, jednocześnie odbywając liczne podróże koncertowe po Europie. W 1770 roku Wolfgang Amadeus Mozart słuchał jego występów w Bolonii, Mediolanie i Neapolu. W tym ostatnim mieście na jego występie obecny był również Charles Burney. Kunszt wokalny Aprilego podziwiał Christian Friedrich Daniel Schubart.
Od 1783 roku był pierwszym sopranistą na dworze królewskim w Neapolu. W 1785 roku zakończył karierę sceniczną, poświęcając się pracy pedagogicznej. Do jego uczniów należeli Domenico Cimarosa i Michael Kelly. Opublikował pracę pedagogiczną The Modern Italian Method of Singing, with a Variety of Progressive Examples and Thirty-six Solfeggi (Londyn 1791).